# Ngeno Kipngetich
Alex Ngeno Kipngetich (né le 17 août 2000) est un athlète kényan, spécialiste du 800 m

## Biographie
Médaillé d'argent des championnats du monde juniors 2018, il remporte le titre des championnats d'Afrique juniors 2019. 
En 2023 à Nairobi, il devient champion du Kenya du 800 m en 1 min 44 s 90.
En 2024, il s'adjuge la médaille d'argent du 800 m lors des Jeux africains d'Accra au Ghana, terminant à un centième de seconde de son compatriote Aaron Cheminingwa. Il est la même année sacré champion d'Afrique du 800 m à Douala.
.

## Palmarès
| Date | Compétition                    | Lieu    | Résultat | Épreuve   | Temps         |
| ---- | ------------------------------ | ------- | -------- | --------- | ------------- |
| 2018 | Championnats du monde juniors  | Tampere | 2e       | 800 m     | 1 min 46 s 45 |
| 2019 | Championnats d'Afrique juniors | Abidjan | 1er      | 800 m     | 1 min 45 s 25 |
| 2024 | Jeux africains                 | Accra   | 2e       | 800 m     | 1 min 45 s 73 |
| 2024 | Jeux africains                 | Accra   | 5e       | 4 x 400 m | 3 min 3 s 90  |
| 2024 | Championnats d'Afrique         | Douala  | 1er      | 800 m     | 1 min 45 s 02 |

## Records
| Épreuve | Temps         | Lieu    | Date         |
| ------- | ------------- | ------- | ------------ |
| 800 m   | 1 min 43 s 74 | Nairobi | 15 juin 2024 |